# University of Western Australia
University of Western Australia (UWA) er et offentligt forskningsuniversitet i den australske stat Western Australia. Universitetets hovedcampus ligger i Perth, der også er statens hovedstad, og derudover er der et sekundært campus i Albany og flere faciliteter andre steder.
UWA blev etableret i 1911 af Parliament of Western Australia, og undervisningen begyndte to år senere. Det er det sjette-ældste universitet i landet, og det var Western Australias eneste universitet indtil Murdoch University blev grundlagt i 1973. Som følge af uddannelsesinstitutionens alder og rygte er UWA blevet klassificeret som et af "sandstone universities", der er en uformel betegnelse, er gives til det ældte universitet i hver stat. Universitetet er medlem af forskellige formelle grupper inklusive Group of Eight og Matariki Network of Universities. I de seneste år er UWA blevet rangeret den nederste halvdele eller lige uden for verdens 100 bedste universiteter alt efter hvilket system der bruges.